# Ikuze! Kaitō shōjo
„Ikuze! Kaitō shōjo” (jap. 行くぜっ!怪盗少女) – pierwszy singel japońskiego zespołu Momoiro Clover wydany w Japonii przez Universal J 5 maja 2010 roku. Singel został wydany w siedmiu edycjach: regularnej i sześciu limitowanych.
Utwór tytułowy został użyty jako czołówka serii Rank ōkoku (jap. ランク王国). Singel osiągnął 3 pozycję w rankingu Oricon i pozostał na liście przez 41 tygodni, sprzedał się w nakładzie 40 251 egzemplarzy. Utwór tytułowy oraz Hashire! zdobyły status złotej płyty.
26 września 2012 roku singel został wydany ponownie pod tytułem Ikuze! Kaitō shōjo ~Special Edition~ (jap. 行くぜっ！怪盗少女 ～Special Edition～). Zawierał dodatkowo DVD z teledyskiem do utworu tytułowego. Singel osiągnął 7 pozycję w rankingu Oricon i pozostał na liście przez 33 tygodnie, sprzedał się w nakładzie 28 864 egzemplarzy.

## Lista utworów
| CD  |                                               |                                    |                                    |                                    |      |
| Nr  | Tytuł                                         | Słowa                              | Kompozycja                         | Aranżacja                          | Czas |
| 1.  | "Ikuze! Kaitō shōjo" (jap. 行くぜっ!怪盗少女) | Ken'ichi Maeyamada                 | Ken'ichi Maeyamada                 | Ken'ichi Maeyamada                 | 3:48 |
| 2.  | "Hashire!" (jap. 走れ!)                       | INFLAVA                            | Koji Oba, michitomo                | michitomo                          | 4:36 |
| 3.  | "Ikuze! Kaitō shōjo" (Off Vocal ver.)         |                                    | Ken'ichi Maeyamada                 | Ken'ichi Maeyamada                 | 3:48 |
| 4.  | "Hashire!" (jap. 走れ!)                       |                                    | Koji Oba, michitomo                | michitomo                          | 4:36 |
| DVD |                                               |                                    |                                    |                                    |      |
| Nr  | Tytuł                                         | Tytuł                              | Tytuł                              | Tytuł                              | Czas |
| 1.  | "Ikuze! Kaitō shōjo" (Music Video)            | "Ikuze! Kaitō shōjo" (Music Video) | "Ikuze! Kaitō shōjo" (Music Video) | "Ikuze! Kaitō shōjo" (Music Video) |      |

## Notowania
| Lista                             | Pozycja |
| --------------------------------- | ------- |
| Oricon Daily Singles Chart        | 1       |
| Oricon Weekly Singles Chart       | 3       |
| Oricon Monthly Singles Chart      | 20      |
| Billboard Japan Hot 100           | 19      |
| Billboard Japan Hot Singles Sales | 3       |

| Lista                                      | Pozycja |
| ------------------------------------------ | ------- |
| Oricon Daily Singles Chart                 | 6       |
| Oricon Weekly Singles Chart                | 7       |
| Oricon Monthly Singles Chart               | 44      |
| Billboard Japan Hot 100                    | 29      |
| Billboard Japan Hot Singles Sales          | 6       |
| Billboard Japan Adult Contemporary Airplay | 57      |